# Elephas beyeri
Elephas beyeri là một loài voi lùn đã tuyệt chủng thuộc họ Elephantidae, được đặt theo tên của nhà nhân chủng học H. Otley Beyer. Mẫu vật của loài này được phát hiện trên đảo Cabarruyan ở Philippines nhưng đã bị thất lạc. Các hóa thạch khác được tìm thấy ở Visayas và một số địa điểm ở Luzon. Không rõ những mẫu vật này thuộc về loài E.beyeri hay E.namadicus vì chúng đã bị vỡ ra nhiều mảnh và việc thiếu mẫu định danh.